# 三竿健斗
三竿 健斗（みさお けんと、1996年4月16日 - ）は、東京都武蔵野市出身のプロサッカー選手。Jリーグ・鹿島アントラーズ所属。ポジションはミッドフィールダー（ボランチ）、ディフェンダー（センターバック）。元日本代表。
兄の三竿雄斗もプロサッカー選手（大分トリニータ所属）。妻は元日本テレビアナウンサーの後藤晴菜。

## 来歴

### プロ入り前
幼少時代から両親の仕事の都合で、海外で生活し5歳までカナダのトロントで生活していた。帰国後、東京都武蔵野市に移り住み、横河武蔵野FCジュニアユースを経て、東京ヴェルディの下部組織に所属。小4・小5で所属していた、横河武蔵野FCジュニアユースでは、後に鹿島アントラーズでもチームメイトとなる、1学年上の小池龍太と仲が良かったと言う。
ユースではボランチを主に、センターバックでもプレー。2013年、FIFA U-17ワールドカップに出場するU-17日本代表のメンバー入りを果たし、チームの16強入りに貢献した。2014年4月、中野雅臣と共にトップチームに2種登録選手として選手登録された。同年10月、2015年シーズンからのトップチーム昇格内定が発表された。

### 東京ヴェルディ
2015年3月8日、開幕戦のセレッソ大阪戦で公式戦デビュー。また、AFC U-23選手権2016のメンバーに豊川雄太とともにラスト2枠で選ばれた。

### 鹿島アントラーズ
2016年、鹿島アントラーズに完全移籍。2月28日の開幕戦・ガンバ大阪戦のアディショナルタイムにJ1リーグ初出場を果たした。4月16日のJ1 1st第7節の湘南ベルマーレ戦に途中出場し、兄・雄斗と公式戦で初対戦した。この日はお互いの誕生日でもある。
2017年7月5日、第13節のガンバ大阪戦ではCBとしてプレーし、ボランチとCBで幅を広げている。10月29日、第31節の北海道コンサドーレ札幌戦ではJ1リーグ初得点を決めた。
翌2018シーズンはロシアワールドカップ代表メンバーからは落選したものの、鹿島では定位置を確保。2020シーズンからは内田篤人に代わってキャプテンに抜擢された。
2021シーズンにブラジルの名門サントスからディエゴ・ピトゥカが加入しボランチの主軸になって以降は、そのパートナーの座をレオ・シルバと争った。

### CDサンタ・クララ
2022年12月12日、ポルトガルのCDサンタ・クララへ完全移籍することが発表された。

### OHルーヴェン
2023年7月19日、ベルギーのOHルーヴェンへ完全移籍。

### 鹿島アントラーズ復帰
2024年7月15日、鹿島アントラーズへ完全移籍。1年半ぶりの復帰となった。

### 日本代表
2017年11月29日、EAFF E-1フットボールチャンピオンシップ2017に出場する日本代表メンバーに選出され、12月16日の韓国戦で国際Aマッチ初出場。
2018年3月26日に行われたマリ代表戦では、中島翔哉の得点をアシストし、代表初アシストを記録。ロシアワールドカップへ向けたメンバーリスト26人に入るも、本大会に臨む23人からは落選し、W杯目前での代表落選となった。

## 人物
京都サンガF.C.所属の三竿雄斗は5歳上の実兄だが、同じ4月16日生まれと言う事もあり、双子と勘違いされる事が多い。
2021年10月12日、日本テレビアナウンサーの後藤晴菜と年内に結婚することが報じられ、後に自身のInstagramで発表している。
2022年5月25日には妻が第1子を妊娠していると明かし、10月に長女を出産した。
父親が鹿島アントラーズファンであった事から、「夏休みには父と2人でカシマスタジアムまで行ってゴール裏で応援していた」と公言するほど、鹿島アントラーズに憧れを抱いていた。

## プレースタイル
身長181cmの長身と体の強さを生かし、高さと球際で勝負できるパワフルな守備が特長の大型ボランチ。激しい守備から攻撃に繋げるパスを供給するのが特徴的で、特に正確な縦パスで攻撃の起点になるプレーには自信を持っている。解説者の都並敏史は彼を「ヴェルディユースのシャビ・アロンソ」と評した。また、センターバックでもプレーできる。なお、自身では判断力・予測力を課題とし、セルヒオ・ブスケツやハビエル・マスチェラーノのプレーを参考にしていると語っている。

## 所属クラブ
- 横河武蔵野FCジュニア（武蔵野市立大野田小学校）
- 東京ヴェルディジュニア（武蔵野市立大野田小学校）
- 2009年 - 2011年 東京ヴェルディジュニアユース（立教池袋中学校）
- 2012年 - 2014年 東京ヴェルディユース（立教池袋高等学校）
  - 2014年4月 - 同年12月 東京ヴェルディ（2種登録選手）
- 2015年  東京ヴェルディ
- 2016年 - 2022年  鹿島アントラーズ
- 2023年1月 - 同年7月  CDサンタ・クララ
- 2023年7月 - 2024年7月  OHルーヴェン
- 2024年7月 -  鹿島アントラーズ

## 個人成績
| 国内大会個人成績 | 国内大会個人成績 | 国内大会個人成績 | 国内大会個人成績 | 国内大会個人成績 | 国内大会個人成績 | 国内大会個人成績 | 国内大会個人成績 | 国内大会個人成績 | 国内大会個人成績 | 国内大会個人成績 | 国内大会個人成績 |
| 年度             | クラブ           | 背番号           | リーグ           | リーグ戦         | リーグ戦         | リーグ杯         | リーグ杯         | オープン杯       | オープン杯       | 期間通算         | 期間通算         |
| 年度             | クラブ           | 背番号           | リーグ           | 出場             | 得点             | 出場             | 得点             | 出場             | 得点             | 出場             | 得点             |
| 日本             | 日本             | 日本             | 日本             | リーグ戦         | リーグ戦         | リーグ杯         | リーグ杯         | 天皇杯           | 天皇杯           | 期間通算         | 期間通算         |
| ---------------- | ---------------- | ---------------- | ---------------- | ---------------- | ---------------- | ---------------- | ---------------- | ---------------- | ---------------- | ---------------- | ---------------- |
| 2015             | 東京V            | 20               | J2               | 39               | 0                | -                | -                | 2                | 0                | 41               | 0                |
| 2016             | 鹿島             | 20               | J1               | 4                | 0                | 3                | 0                | 3                | 0                | 10               | 0                |
| 2017             | 鹿島             | 20               | J1               | 26               | 1                | 2                | 0                | 2                | 0                | 30               | 1                |
| 2018             | 鹿島             | 20               | J1               | 26               | 0                | 0                | 0                | 3                | 1                | 29               | 1                |
| 2019             | 鹿島             | 20               | J1               | 28               | 0                | 2                | 0                | 2                | 0                | 32               | 0                |
| 2020             | 鹿島             | 20               | J1               | 30               | 1                | 2                | 0                | -                | -                | 32               | 1                |
| 2021             | 鹿島             | 20               | J1               | 34               | 0                | 7                | 0                | 2                | 0                | 43               | 0                |
| 2022             | 鹿島             | 6                | J1               | 33               | 2                | 6                | 1                | 4                | 0                | 43               | 3                |
| ポルトガル       | ポルトガル       | ポルトガル       | ポルトガル       | リーグ戦         | リーグ戦         | リーグ杯         | リーグ杯         | ポルトガル杯     | ポルトガル杯     | 期間通算         | 期間通算         |
| 2022-23          | サンタ・クララ   | 40               | プリメイラ       | 17               | 0                | -                | -                | 0                | 0                | 17               | 0                |
| ベルギー         | ベルギー         | ベルギー         | ベルギー         | リーグ戦         | リーグ戦         | リーグ杯         | リーグ杯         | ベルギー杯       | ベルギー杯       | 期間通算         | 期間通算         |
| 2023-24          | ルーヴェン       | 17               | ジュピラー       | 20               | 1                | -                | -                | 1                | 0                | 21               | 1                |
| 日本             | 日本             | 日本             | 日本             | リーグ戦         | リーグ戦         | リーグ杯         | リーグ杯         | 天皇杯           | 天皇杯           | 期間通算         | 期間通算         |
| 2024             | 鹿島             | 6                | J1               | 15               | 1                | -                | -                | 2                | 0                | 17               | 1                |
| 通算             | 日本             | 日本             | J1               | 196              | 5                | 22               | 1                | 18               | 1                | 236              | 7                |
| 通算             | 日本             | 日本             | J2               | 39               | 0                | -                | -                | 2                | 0                | 41               | 0                |
| 通算             | ポルトガル       | ポルトガル       | プリメイラ       | 17               | 0                | -                | -                | 0                | 0                | 17               | 0                |
| 通算             | ベルギー         | ベルギー         | ジュピラー       | 20               | 1                | -                | -                | 1                | 0                | 21               | 1                |
| 総通算           | 総通算           | 総通算           | 総通算           | 272              | 6                | 22               | 1                | 21               | 1                | 315              | 8                |

- 2014年は2種登録選手

その他の国内公式戦
- 2016年 Jリーグチャンピオンシップ 1試合0得点
- 2024年
  - ベルギーリーグ・プレーオフ 8試合0得点

| 国際大会個人成績 | 国際大会個人成績 | 国際大会個人成績 | 国際大会個人成績 | 国際大会個人成績 | FIFA      | FIFA      |
| 年度             | クラブ           | 背番号           | 出場             | 得点             | 出場      | 得点      |
| AFC              | AFC              | AFC              | ACL              | ACL              | クラブW杯 | クラブW杯 |
| ---------------- | ---------------- | ---------------- | ---------------- | ---------------- | --------- | --------- |
| 2016             | 鹿島             | 20               | -                | -                | 0         | 0         |
| 2017             | 鹿島             | 20               | 3                | 0                | -         | -         |
| 2018             | 鹿島             | 20               | 11               | 0                | 0         | 0         |
| 2019             | 鹿島             | 20               | 8                | 0                | -         | -         |
| 通算             | AFC              | AFC              | 22               | 0                | 0         | 0         |

その他の国際公式戦
- 2020年
  - AFCチャンピオンズリーグ2020・プレーオフ 1試合0得点

出場歴
- Jリーグ初出場 - 2015年3月8日 J2第1節 vsセレッソ大阪（味の素スタジアム）
- J1リーグ初得点 - 2017年10月29日 J1第31節 vs北海道コンサドーレ札幌（札幌ドーム）

## タイトル

### クラブ
東京ヴェルディジュニア
- 全日本少年サッカー大会：1回（2007年）

東京ヴェルディユース
- 高円宮杯U-18サッカーリーグ プレミアリーグ イースト：1回（2012年）

鹿島アントラーズ
- J1リーグ：1回（2016年）
- J1・1stステージ：1回（2016年）
- 天皇杯全日本サッカー選手権大会：1回（2016年）
- FUJI XEROX SUPER CUP：1回（2017年）
- AFCチャンピオンズリーグ：1回（2018年）

### 代表
U-23日本代表
- AFC U-23選手権：1回（2016年）

## 代表歴

### 出場大会
- U-17日本代表
  - 2013 FIFA U-17ワールドカップ
- U-18日本代表
- U-19日本代表
- U-22日本代表
- U-23日本代表
  - AFC U-23選手権2016（優勝）（1試合出場0得点）
- 日本代表
  - 2017年 - EAFF E-1フットボールチャンピオンシップ2017

### 試合数
- 国際Aマッチ 6試合 0得点（2017年 - 2018年）

| 日本代表 | 国際Aマッチ | 国際Aマッチ |
| 年       | 出場        | 得点        |
| -------- | ----------- | ----------- |
| 2017     | 1           | 0           |
| 2018     | 5           | 0           |
| 通算     | 6           | 0           |

### 出場
| No. | 開催日         | 開催都市   | スタジアム                     | 対戦国     | 結果 | 監督           | 大会                       |
| --- | -------------- | ---------- | ------------------------------ | ---------- | ---- | -------------- | -------------------------- |
| 1.  | 2017年12月16日 | 東京       | 味の素スタジアム               | 韓国       | ●1-4 | ハリルホジッチ | EAFF E-1サッカー選手権2017 |
| 2.  | 2018年3月23日  | リエージュ | スタッド・モーリス・デュフラン | マリ       | △1-1 | ハリルホジッチ | 国際親善試合               |
| 3.  | 2018年3月27日  | リエージュ | スタッド・モーリス・デュフラン | ウクライナ | ●1-2 | ハリルホジッチ | キリンチャレンジカップ2018 |
| 4.  | 2018年9月11日  | 大阪       | パナソニックスタジアム吹田     | コスタリカ | ○3-0 | 森保一         | キリンチャレンジカップ2018 |
| 5.  | 2018年10月12日 | 新潟       | デンカビックスワンスタジアム   | パナマ     | ○3-0 | 森保一         | キリンチャレンジカップ2018 |
| 6.  | 2018年11月20日 | 豊田       | 豊田スタジアム                 | キルギス   | ○4-0 | 森保一         | キリンチャレンジカップ2018 |